# ミス・ドラキュラ
『ミス・ドラキュラ』は藤子不二雄Ⓐによる日本の漫画作品。
1975年6月11日号より『女性セブン』（小学館）にて連載されていた。各話4頁構成。同作者による漫画『無名くん』『オヤジ坊太郎』と並ぶ「変身3部作」と呼ばれている。約6年間連載された。

## コミックス
- 奇想天外コミックス 奇想天外社 全4巻（絶版）
- ブッキング 全7巻
  - 全252話を完全収録として2006年から2007年にかけて刊行。しかし原稿紛失のためマイクロフィルムからの復刻の話が多数あった。

## 登場人物
虎木
主人公。普段は地味で眼鏡を掛け、男に縁の無さそうなハイミスのOL。その正体は金髪で金持ちの謎の美女。ミス・ドラキュラとのあだ名があるが、それは同時に美女の時の通り名でもある。身体能力も高く、賭け事にも強い。同僚たちが困ると本来の姿で手助けをする。
フーコ
虎木の同僚。太っている独身女性。ショートヘアーで毛先にパーマをかけている。運転技術はゼロで、ヨーコ、虎木を事故に巻き込んだことも。本名は「フサコ」。四郎というカッコいい弟がいる。作者の作品『パラソルヘンべえ』に少女時代として出演し、メモスケを好きになったシーンがあるが、名前はフトミになっていた。
ヨーコ
虎木の同僚。細身の独身女性。内はねのショートヘアー。父親ほどの歳の離れた彼氏がいたりと、作中ではフーコより異性関係が豊富である。
佐木一郎
虎木の同僚。つり目で口先がとがっている。既婚者で妻の名前は「カズコ」。女にめっぽう弱いが、全く相手にはされていない。また、いい容姿とはいえないフーコに何度か欲情したこともある。よく他の同僚と「麻雀北々荘」で麻雀をするが負けてばかり。「SNACKモモンジャ」の常連。初期は眼鏡をかけていなかったが、作品前半あたりで眼鏡をかけ始める。作者の作品『無名くん』以降はサラリーマンが3人以上出演すると大抵の場合、スターシステムとしている時が多い。
出羽
虎木の同僚。出っ歯。既婚だったが途中で独身になった模様。
部長
虎木の部長。ちょび髭。「～だニイ」が口癖。何人か愛人が居る様子。
フランケン
『怪物くん』のフランケンにそっくりの虎木の執事。「フンガー」しか言えない。